# 9090 Chirotenmondai
9090 Chirotenmondai è un asteroide della fascia principale del diametro medio di circa 17,03 km. Scoperto nel 1995, presenta un'orbita caratterizzata da un semiasse maggiore pari a 2,7497844 UA e da un'eccentricità di 0,0953530, inclinata di 13,76022° rispetto all'eclittica.